# Phonebloks

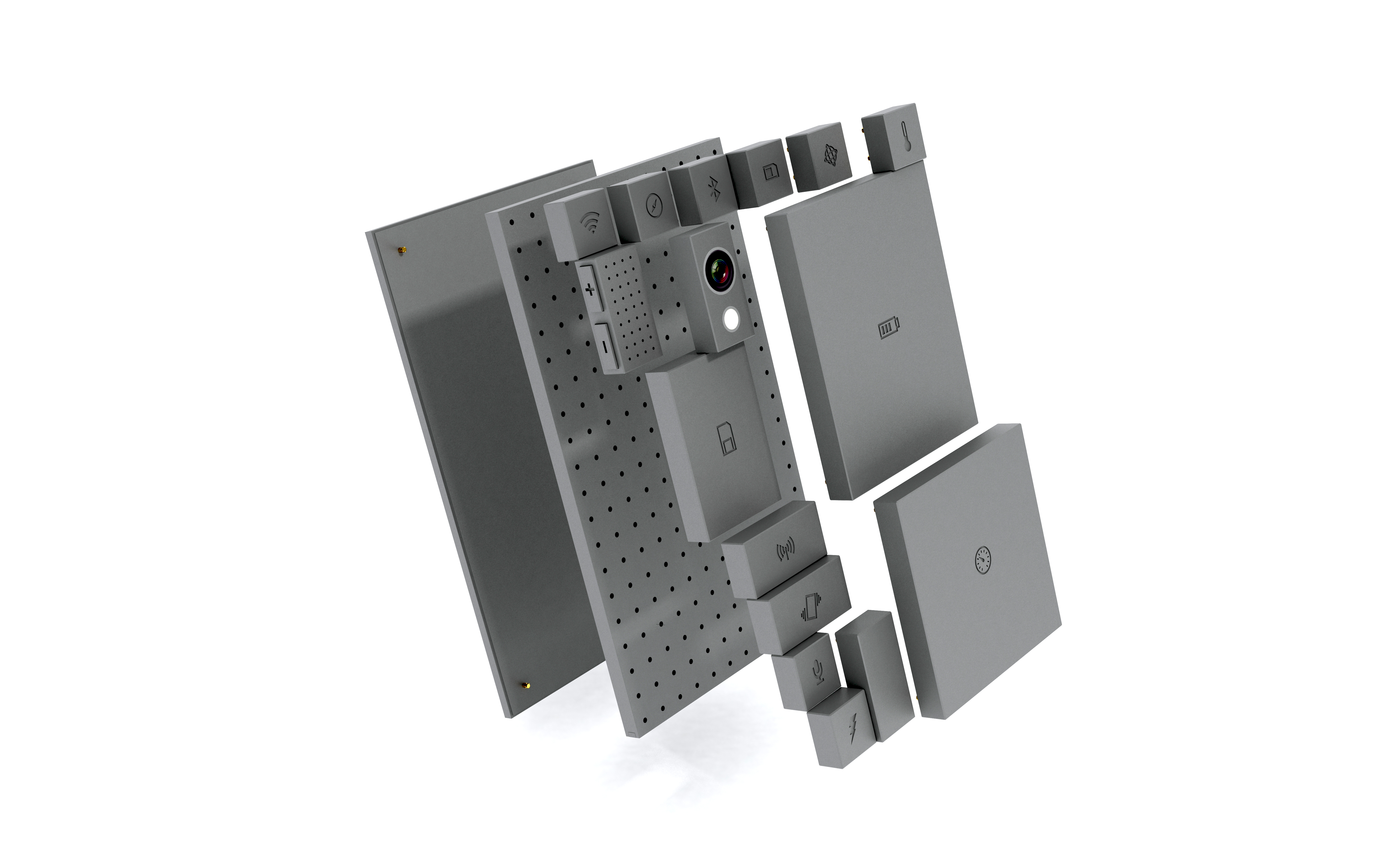
První obrázek konceptu

Phonebloks je koncept modulárního telefonu projektanta Dave Hakkense s cílem snížit množství elektronického odpadu. Výzva byla zveřejněna v září roku 2013 a dosáhl cíle s 979,253 příznivci na webu Thunderclap. Princip smartphonu skládajícího se z modulů je podobný Project Ara, ale oba projekty jsou oddělené. Na rozdíl od toho neexistují konkrétní plány na realizaci konceptu.

## Koncept
Phonebloks v podstatě sestává z hlavní desky (s názvem ‚základ‘), a jednotlivých modulů (‚Blok‘). Modul může být například baterie, fotoaparát nebo anténa.  Kromě toho jsou ale možné také speciální pro smartphone neobvyklé moduly jako je senzor ultrafialového záření nebo solární panel. Pokud je modul poškozen, je třeba vyměnit nebo opravit jen jej, není třeba měnit celý chytrých telefon, takže vzniká méně odpadu. Pomalejší procesor lze nahradit novým, aniž by došlo k vyhození ostatních stále funkční součástí hardware. Druhou výhodou je, že mobilní telefon lze přizpůsobit potřebám uživatele, v závislosti na jeho preferencích (výdrž baterie, velikost, kvalita zvuku a fotografií ...).
Komponenty (moduly), mají být vyvíjeny a vyráběny různými společnostmi a dostupné na takzvaném ‘ Blokstore‘.

## Podobné články
- Modulární smartphone
- Fairphone 2
- Project Ara